# Кочерыгин, Николай Васильевич
Николай Васильевич Кочерыгин (1908—1988) — советский хозяйственный, государственный и политический деятель, директор Ковровского завода имени В. А. Дегтярёва Министерства оборонной промышленности СССР, Владимирская область. Герой Социалистического Труда (1974), лауреат Сталинской премии.

## Биография
Родился в 1908 году во Владимире. Член КПСС.
С 1926 года — на хозяйственной, общественной и политической работе. В 1929 году поступил в МВТУ, на следующий год в составе нескольких групп студентов переведен на Военно-механический факультет Ленинградского машиностроительного института (отраслевого ВУЗа Ленинградского политехнического института). В 1932 году факультет был преобразован в самостоятельный ВУЗ — Ленинградский Военно-механический институт, который Н. В. Кочерыгин успешно окончил в 1934 году. С 1934—1978 гг. — техник, а затем мастер завода № 1 текстильного машиностроения в городе Иваново, технолог, начальник технического бюро, заместитель начальника цеха, заместитель главного технолога, главный инженер единого проектного бюро оружейного завода № 173—314 в Туле, главный технолог завода № 460 Наркомата вооружения СССР в Подольске, начальник технологического бюро завода № 74, главный технолог завода № 524 Наркомата вооружения СССР в Ижевске, главный инженер завода № 536 в Туле, главный инженер 5-го Главного управления Министерства вооружения СССР, начальник отдела 10-го Главного управления, главный инженер завода № 536 МОП СССР, начальник Управления оборонной и радиотехнической промышленности Владимирского Совета народного хозяйства, начальник Управления агрегатостроения Верхне-Волжского СНХ, директор Ковровского завода имени В. А. Дегтярева.
Указом Президиума Верховного Совета СССР (с грифом «не подлежит опубликованию») от 16 января 1974 года «за выдающиеся успехи в выполнении и перевыполнении планов 1973 года и принятых социалистических обязательств» удостоен звания Героя Социалистического Труда с вручением ордена Ленина и золотой медали Серп и Молот.
Избирался депутатом Верховного Совета СССР 9-го созыва.
Умер в Коврове в 1988 году.